# 染色體四體症
染色体四倍体症是一种非整倍体形式，特定染色体存在四个拷贝，而不是正常染色体的两个拷贝。

## 原因
个体发生四倍的原因是在细胞分裂（减数分裂 I 或 II）形成卵细胞和精子细胞（配子发生）时发生分离不当。这可能导致精子或卵细胞中多出染色体。受精后胎儿拥有48条染色体，而非典型的46条染色体。

### 常染色体四体
- 猫眼综合征，存在22号染色体的部分四体
- Pallister-Killian综合征（12p四体）
- 9p四体
- 18p四体
- 21四体，一种罕见的唐氏综合征

### 性染色体四体
- XXXX综合症
- XXYY综合症